# Luceros el Ojo Daltónico

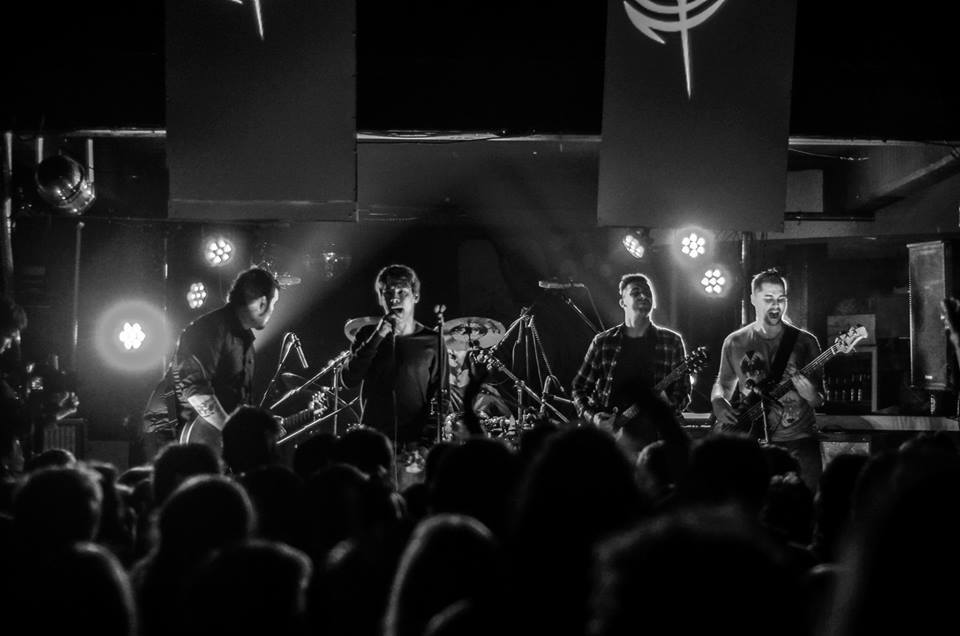
Luceros el Ojo Daltónico en vivo (2014)

Luceros el Ojo Daltónico es una banda de rock formada en el año 2002 en la ciudad de Bahía Blanca, Argentina. Está integrada por Ignacio Boyo (voz y coros), Dandy (guitarra), Juan Arcuri (bajo), Rodrigo Glaria (guitarra), Sebastián Lamoth (batería) y Raúl Soto (saxo).
Cuenta con cuatro producciones independientes, dos en forma de demo, Tangozepam (2004) y Siete Farsas Breves (2005), y dos discos oficiales, Artificios (2010) y El Disco Maldito (2015).
En el año 2012 Luceros llega a la ciudad de Buenos Aires y además de participar en diferentes shows, es invitada a varios programas de radio y televisión en medios de cobertura nacional como El Canal de la Música, radio Nacional Rock y Vorterix Rock.
"Durante 2014 comparten escenario con diferentes bandas y artistas de renombre como Gaspar Benegas y Hernan Aramberri (Fundamentalistas del Aire acondicionado), La Triple Nelson, Científicos del Palo y Ricardo Tapia (La Mississippi).
En 2016, a principios de año, graban un sencillo, "Oda a la Barbarie", que sale con video. Durante el año tocarían en diversos lugares como el festival por la unión barrial. En su recital, en el teatro Rossini Paradiso, mostraron una canción nueva "Año 13", que formaría parte de su próximo disco. 
En mayo del año 2017, cumplen el récord en bandas bahienses en llegar a colmar el Estadio Estudiantes, con alrededor de 1.800 personas en el lugar.

## Discografía

### Demos
| Año  | Álbum                                                          |
| ---- | -------------------------------------------------------------- |
| 2004 | Tangozepam - Lanzamiento: 2004 - Sello: Independiente          |
| 2005 | Siete Farsas Breves - Lanzamiento: 2005 - Sello: Independiente |

### Álbumes de estudio
| Año  | Álbum                                                       |
| ---- | ----------------------------------------------------------- |
| 2010 | Artificios - Lanzamiento: 2010 - Sello: Independiente       |
| 2015 | El Disco Maldito - Lanzamiento: 2015 - Sello: Independiente |
| 2021 | A lo bonzo - Lanzamiento: 2021 - Sello: Pop Art Discos      |

## Filmografía
- 70 veces 7 (2012)
- En otra vida (2013)
- Génesis, vivo 10 años (2013)
- Quo vadis (2014)
- Retroanatomía (2015)
- Domingo sin funerales (2015)
- Artificios, en vivo (2015)
- Oda a la barbarie (2016)
- Año 13 (2016)

## Integrantes

### Última formación
- Ignacio Boyo: Voz y coros
- Daniel "Dandy" Gallardo: Guitarra
- Rodrigo "Doug" Glaria: Guitarra
- Juan Arcuri: Bajo
- Sebastián "Ruso" Lamoth: Batería
- Raúl Soto: Saxo
- Charlie Dawson: Guitarra acústica

### Exmiembros
- Matias Cuesta: Batería
- Pablo Ortega Hepburn: Guitarra
- Atilio Martinez Colucci: Bajo
- Joaquin Diaz: Bajo
- Sebastian Prieto: Bajo